# Maxilliped
Die Maxillipeden, gelegentlich auch Kieferfüße genannt, sind Extremitäten, die an den vorderen Segmenten des Rumpfabschnitts oder Thorax der Gliederfüßer (Phylum Arthropoda) ansitzen und die funktional im Dienst der Nahrungsaufnahme stehen. Die Maxillipeden ergänzen damit die am Kopfabschnitt ansitzenden Extremitäten, die Mundwerkzeuge. Anatomisch gehören sie zu den Rumpfextremitäten oder Thorakopoden.
Maxillipeden kommen bei den Krebstieren (Unterstamm Crustacea) und bei den Tausendfüßern (Unterstamm Myriapoda) der Arthropoden vor. Bei den beiden übrigen Unterstämmen, den Sechsfüßern oder Hexapoda und den Kieferklauenträgern oder Chelicerata, gibt es keine Maxillipeden.

## Maxillipeden der Krebstiere

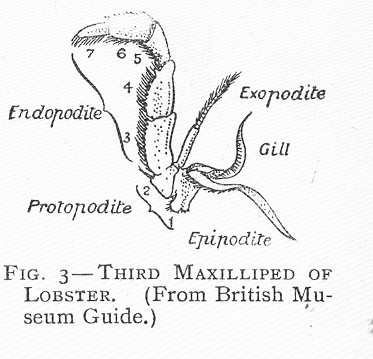
Dritter Maxilliped des Hummers

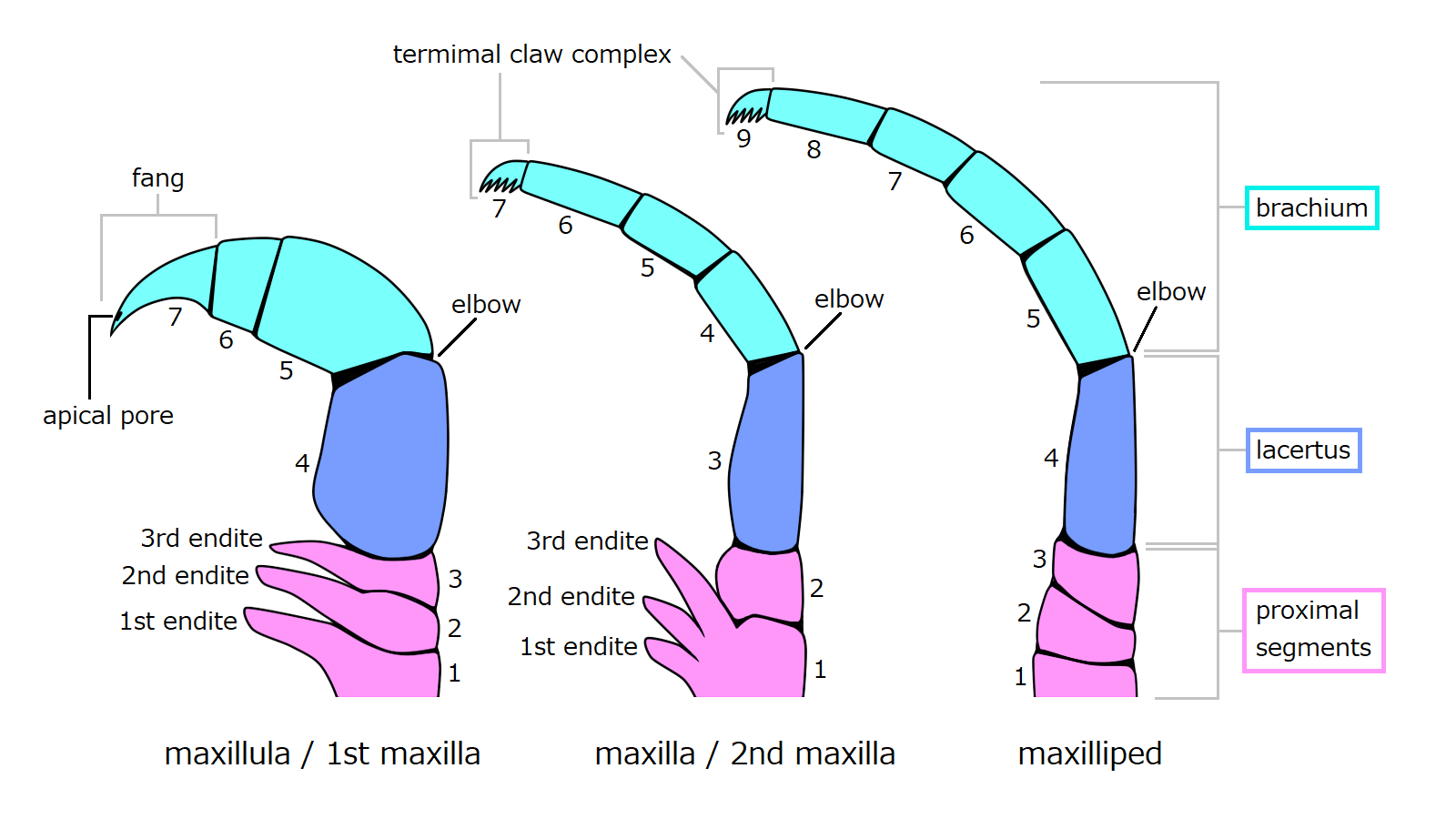
Erste und zweite Maxilla sowie Maxilliped eines Krebstieres aus der Ordnung der Nectiopoda (aus der Klasse Remipedia)

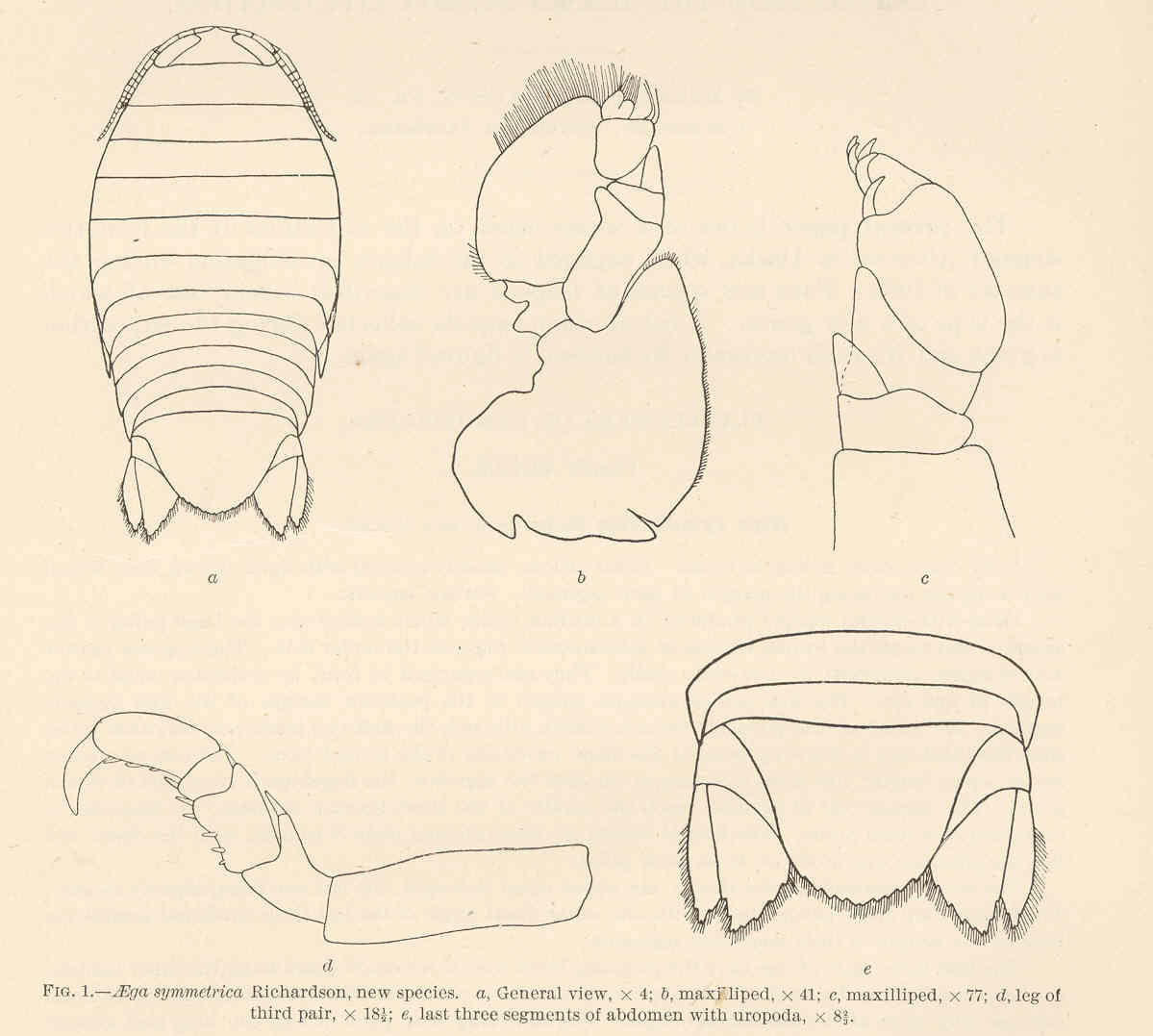
a: Ansicht von Aega symmetrica (aus der Unterordnung Flabellifera)
b: Maxilliped
c: Maxilliped
d: drittes Bein
e: die letzten beiden Fortsätze von Aega symmetrica

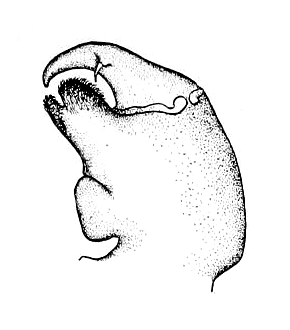
Klaue an der Spitze des zweiten Maxillipeden des parasitischen Ruderfußkrebses Caligus chelifer

Bei den meisten Krebstieren sind die ersten Thorakopoden, also die Extremitäten des ersten Rumpfsegments, zu Maxillipeden umgebildet. Die übrigen Thorakopoden dienen oft zum Laufen und sind als Schreitbeine oder Peraeopoden ausgebildet, während die Maxillipeden nicht mehr zur Fortbewegung eingesetzt werden. Bei einigen Gruppen der Krebstiere sind noch mehr Extremitäten zu Maxillipeden geworden, sie besitzen zwei oder drei Paare davon; so besitzen etwa die Zehnfußkrebse oder Decapoda drei Paare Maxillipeden. Die Maxillipeden (bzw. bei mehreren Paaren davon: deren hinterstes Paar) schließen oft den Mundvorraum deckel- oder trogartig nach hinten hin ab. Sie sind dann oft miteinander durch Borsten verbunden, bei einigen Gruppen (z. B. den Flohkrebsen) sind sogar ihre Basisglieder miteinander verschmolzen. Meist sind sie außerdem am Halten, dem Transport und der Sortierung der Nahrungspartikel beteiligt.
Es wird angenommen, dass die Maxillipeden in verschiedenen Klassen der Krebstiere untereinander nicht homolog sind, sondern dass sie einige Male unabhängig voneinander aus unspezialisierten Gliedmaßen evolviert sind. Für eine schärfere Abgrenzung der Maxillipeden innerhalb der Höheren Krebse (Malacostraca) wurde daher für die Ranzenkrebse die alternative Etablierung des Begriffs „Unguiped“ (lat. „Klauenfuß“) diskutiert. Maxillipeden treten auch nicht bei allen Krebstieren auf. So besitzen zwar die urtümlichen Remipedia ein Paar Maxillipeden, aber zum Beispiel fehlen sie bei den Kiemenfußkrebsen. In der Entwicklung wird die Ausbildung von Maxillipeden durch die sogenannten Hox-Gene, insbesondere die Gene Ubx und Scr, gesteuert, wobei ihre spezifische Konzentration zwischen derjenigen, die typisch für Mundgliedmaßen ist und derjenigen für typische Schreitbeine liegt und so die intermediäre Morphologie nachbildet. Bei experimentellen Eingriffen oder Mutationen können so etwa anstelle der zweiten Maxillen auch am Kopf, also am falschen Ort (ektopisch), Maxillipeden ausgebildet werden.

## Maxillipeden der Hundertfüßer
Bei den Hundertfüßern (Chilopoda) ist das erste Rumpfsegment funktionell in den Kopfabschnitt mit einbezogen, seine Extremitäten dienen der Nahrungsaufnahme. Die Basisglieder, die Coxae oder Hüften dieser Maxillipeden sind zu einer einheitlichen Platte, dem Coxosterniten, verwachsen, der den Mundraum nach hinten abschließt, darauf geht der wissenschaftliche Name Chilopoda (= Lippen-Füßer) zurück. Die Maxillipeden, hier auch Forcipula genannt, sind ansonsten zu mächtigen Giftklauen umgebildet, mit denen die Beute ergriffen und durch den Giftbiss abgetötet wird. Die Gliederung der Maxillipeden ähnelt derjenigen der übrigen Rumpfbeine, nur sind jeweils Trochanter und Präfemur zu einem Glied verschmolzen. Auch Tarsus und Prätarsus sind verschmolzen und bilden zusammen das Klauenglied mit der Mündung der Giftdrüsen.